# Utricularia bifida
Utricularia bifida är en tätörtsväxtart som beskrevs av Carl von Linné. Utricularia bifida ingår i släktet bläddror, och familjen tätörtsväxter. IUCN kategoriserar arten globalt som livskraftig. Inga underarter finns listade i Catalogue of Life.

## Bildgalleri

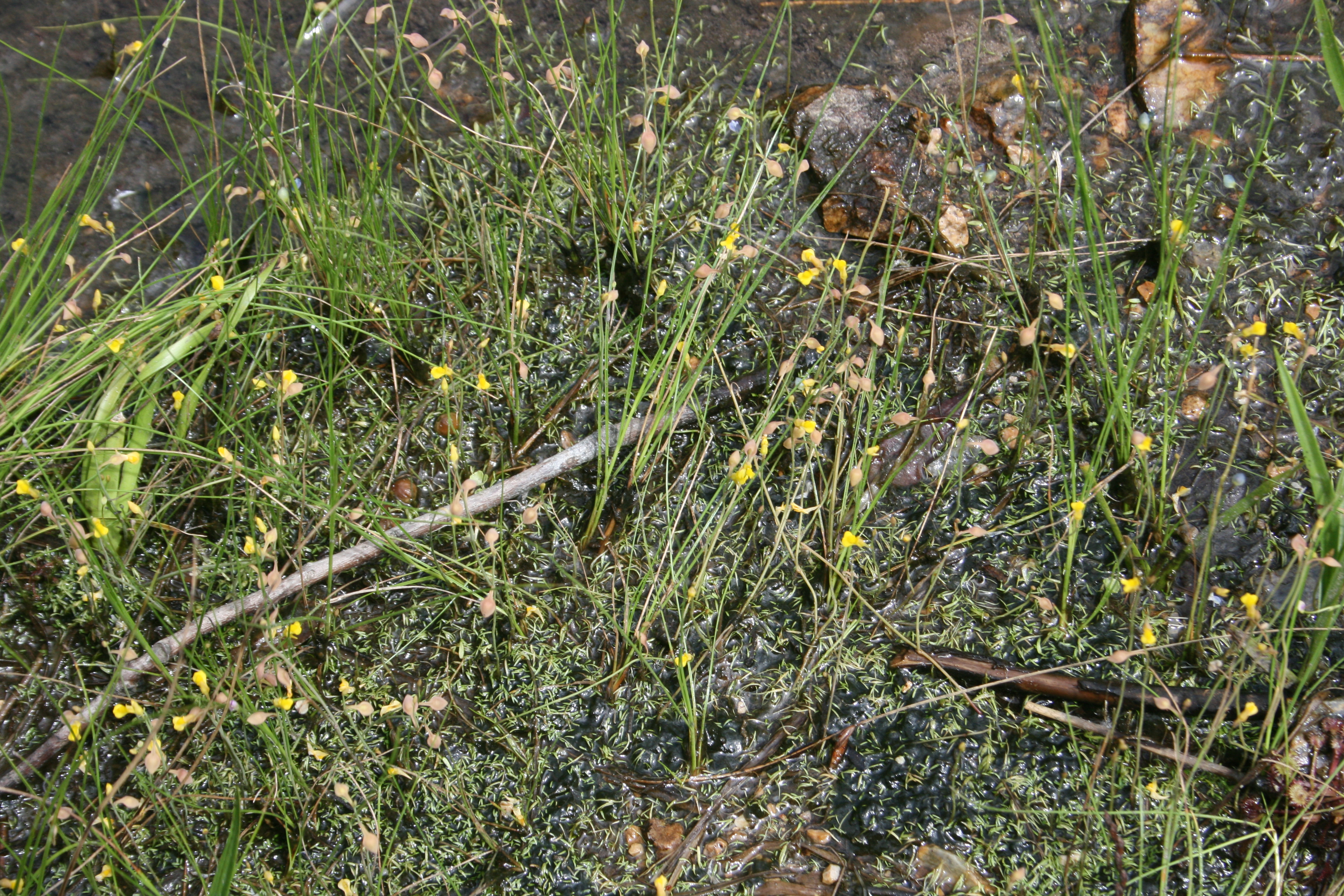
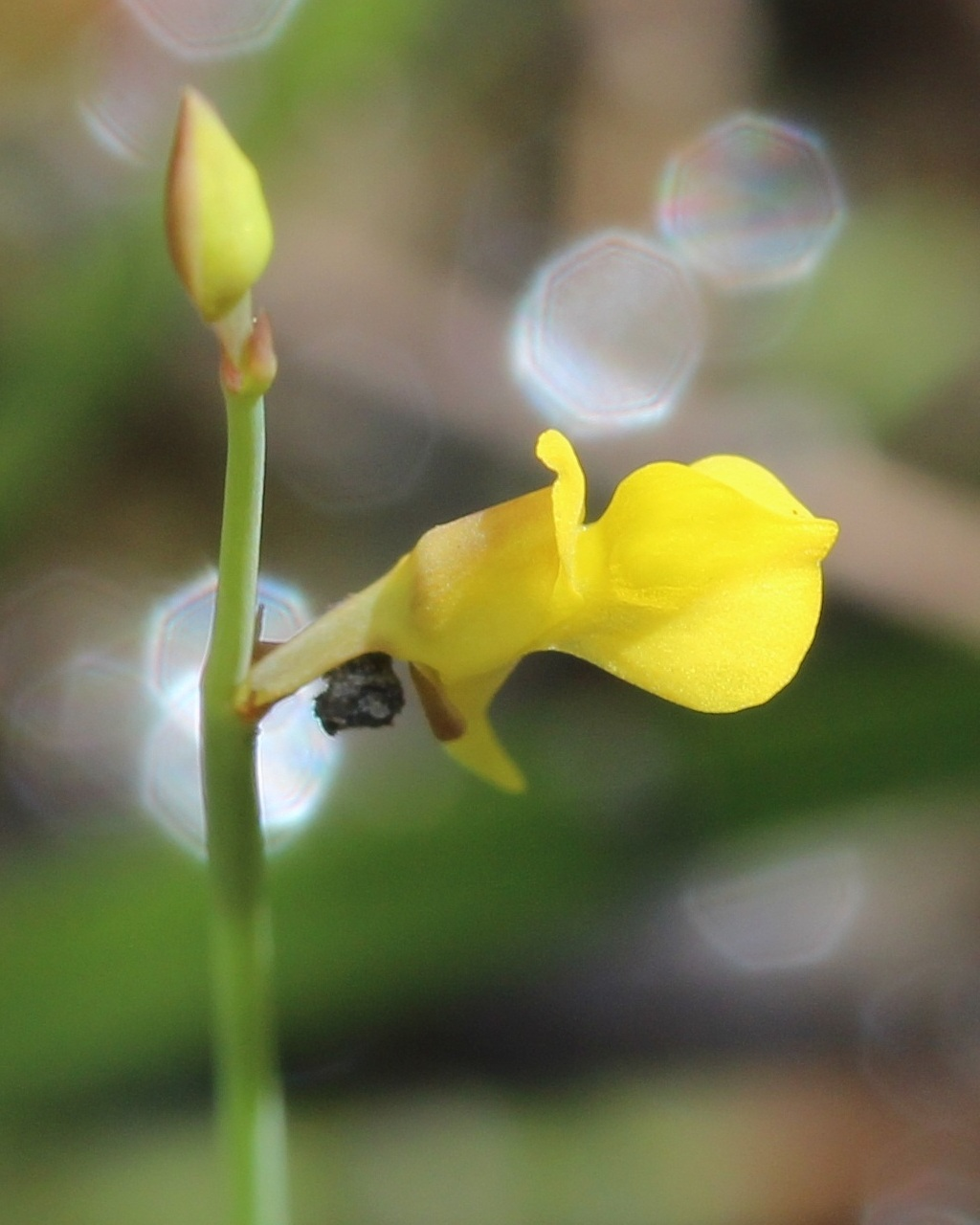